# Spielvereinigung Weiden
L'SpVgg Weiden è una società calcistica tedesca con sede a Weiden, in Baviera.

## Storia
Il club nacque nel 1912 con l'istituzione di un dipartimento calcistico nel club di ginnastica Turnerbund Weiden. Il dipartimento calcistico divenne indipendente il 19 gennaio 1924 ed ebbe un certo successo, vincendo i primi titoli locali nel 1924 e il 1931e ottenendo la promozione in Bezirksliga Bayern. Tra il 1929 e il 1934 il club fu unito con il Fußball Club Windischeschenbach nel SpVgg Weiden-Windischeschenbach. Nel 1934, il team disputò la Gauliga Bayern, una delle sedici divisioni che formavano la massima serie dopo la riorganizzazione del calcio tedesco fatta nel 1933 sotto il Terzo Reich. L'SpVgg Weiden fu retrocesso dopo appena una stagione. Nel 1941 riuscì a tornare in Gauliga, dopo essersi fuso a causa della guerra con il Reichsbahn SV Weiden a formare il Reichsbahn Sport- und Spielvereinigung Weiden, questo club rimase nella massima serie fino al termine della seconda guerra mondiale.
Dopo la guerra il club riprese a giocare con il nome di SpVgg Weiden e scivolò al livello più basso del calcio tedesco prima di ritornare nella Landesliga Bayern (II) nel 1947, facendo una fugace apparizione di una sola stagione in seconda divisione nel 1954-55. Nel mezzo, il club partecipò anche alla Amateurliga Bayern (III).
Il club non riuscì a qualificarsi per la nuova Amateurliga Bayern a girone unico e si iscrisse alla Landesliga Bayern-Mitte. Dopo essere tornato in Amateurliga, riuscì a conquistare la Regionalliga alla prima stagione. Tuttavia il Weiden riuscì a rimanere in Regionalliga solo per una stagione, tornando in Amateurliga nel 1966. In Amateurliga il Weiden conquistò due secondi posti, nel 1971 e nel 1972, ma nel 1975 venne retrocesso.
Dal 1977 al 1981, il Weiden finì in Bezirksliga, ma poi riuscì a tornare in Landesliga e, nel 1985, in Amateur Oberliga Bayern nel 1985.
Dalla metà degli anni '80 alla metà degli anni '90 il club giocò in terza divisione e, dopo la ristrutturazione della lega, in quarta divisione. All'inizio degli anni '90 la squadra ha fatto alcune apparizioni in Coppa di Germania (1991 e 1992). Dopo essere retrocesso in Landesliga Bayern-Mitte (V) il Weiden vinse il titolo nel 2006 e ritornò in Oberliga. Nel 2008.09 il Weiden ha vinto il campionato e è tornato a disputare la Regionalliga, che non disputava dal 1966.

## Stadio
L'SpVgg Weiden disputa le sue partite casalinghe nello Stadion am Wasserwerk, inaugurato nel 1928, ha una capacità 10.000 posti.

## Allenatori recenti
| Allenatore       | Da               | A                |
| Horst Will       | 1º luglio 2006   | 30 giugno 2007   |
| Norbert Schlegel | 1º luglio 2007   | 29 novembre 2007 |
| Gino Lettieri    | 11 dicembre 2007 | presente         |

## Stagioni recenti
| Anno      | Divisione                   | Posizione |
| 1999-2000 | Oberliga Bayern (IV)        | 6ª        |
| 2000-01   | Oberliga Bayern             | 3ª        |
| 2001-02   | Oberliga Bayern             | 12ª       |
| 2002-03   | Oberliga Bayern             | 10ª       |
| 2003-04   | Oberliga Bayern             | 13ª       |
| 2004-05   | Oberliga Bayern             | 17ª ↓     |
| 2005-06   | Landesliga Bayern-Mitte (V) | 1ª ↑      |
| 2006-07   | Oberliga Bayern (IV)        | 8ª        |
| 2007-08   | Oberliga Bayern             | 8ª        |
| 2008-09   | Oberliga Bayern (V)         | 1ª ↑      |
| 2009-10   | Regionalliga Süd (IV)       |           |

## Palmarès
- Campionati
  - Upper Palatinate/Lower Bavaria campione: 1934, 1940, 1941
  - Oberliga Bayern (V) campione: 2009
  - Amateurliga Bayern campione (III): 1954 (sud), 1965
  - Landesliga Bayern-Mitte campione (V): 1954, 1964, 1985, 1988, 2006
- Coppe
  - Oberpfalz Cup vincitore: 1996, 1997, 2009
- Giovanili
  - Campionato di calcio bavarese Under 19 secondo: 1962

## Apparizioni in Coppa di Germania
| Stagione                    | Turno       | Data           | Casa         | trasferta        | Risultato | Spettatori |
| Coppa di Germania 1990-1991 | primo turno | 4 agosto 1990  | SpVgg Weiden | SV Werder Bremen | 1-2       |            |
| Coppa di Germania 1991-1992 | primo turno | 1º agosto 1991 | SpVgg Weiden | SV Darmstadt 98  | 1-2 aet   |            |
| Coppa di Germania 2009-2010 | primo turno | 2009           |              |                  |           |            |